# Hermann Petermann (Philologe)
Hermann Rudolf Petermann (* 7. Juni 1827 in Bleicherode; † 28. Januar 1874 in Erfurt) war ein deutscher Gymnasiallehrer und Gymnasialdirektor.

## Leben und Werk
Er wurde in der Ortsmitte von Bleicherode als Sohn eines Aktuars geboren und war der fünf Jahre jüngere Bruder des Geographen und Kartographen August Petermann. Wie dieser besuchte er das Gymnasium in Nordhausen, wo er von 1840 bis 1846 lernte. Dann ging er zum Studium der Philologie an die Universität Halle-Wittenberg. Nach Abschluss des Studiums erhielt er 1851 eine Stelle als erster Hilfslehrer am neuerrichteten evangelischen Gymnasium in Gütersloh. Zu Michaelis 1852 wurde er zum ordentlichen Lehrer und zu Ostern 1864 zum Oberlehrer ernannt. 
Während seiner Zeit in Gütersloh promovierte Petermann am 4. Januar 1855 an der Universität Halle-Wittenberg zum Dr. phil. Der Titel seiner Dissertation lautete De elocutione Aeschyli. Im Sommer 1864 wechselte er in die Grafschaft Wernigerode, um im dortigen Gräflich Stolberg'schen Gymnasium in Wernigerode unter Schirmherrschaft des Grafen Otto zu Stolberg-Wernigerode eine Stelle als zweiter Oberlehrer anzunehmen. Am 18. Juni 1867 erfolgte seine Ernennung zum Professor. Am Ende des Schuljahres zu Ostern 1868 verließ er Wernigerode und folgte dem Ruf nach Ratzeburg.
In Ratzeburg übernahm er das Direktorat der Lauenburgischen Gelehrtenschule. Er wurde der erste preußische Direktor der 1845 von König Christian VIII. von Dänemark gestifteten Anstalt. Allerdings war er aus gesundheitlichen Gründen dieser Funktion nicht dauerhaft gewachsen und musste diese 1872 niederlegen. Er ging in die Hauptstadt des preußischen Regierungsbezirks Erfurt, wo er am dortigen Gymnasium eine Stelle als Oberlehrer erhielt.